# 警視庁失踪課・高城賢吾
『警視庁失踪課・高城賢吾』（けいしちょうしっそうか・たかしろけんご）は、堂場瞬一による日本の警察小説のシリーズ。2009年から2013年にかけて全10巻が刊行された。
2010年4月より、「警視庁失踪人捜査課」のタイトルで沢村一樹主演でテレビ朝日系列においてテレビドラマ化された。堂場作品の連続ドラマ化は初めてである。
一人称小説であり、文章は主人公である高城の視点で書かれている。同著者による「刑事・鳴沢了シリーズ」や「アナザーフェイス」、「警視庁追跡捜査係」と同じ世界を舞台としている。

## シリーズ一覧
中公文庫より書き下ろしで刊行された。
1. 蝕罪（2009年02月25日発行、ISBN 978-4-12-205116-4、巻末解説：香山二三郎）
2. 相剋（2009年04月25日発行、ISBN 978-4-12-205138-6）
3. 邂逅（2009年08月25日発行、ISBN 978-4-12-205188-1）
4. 漂泊（2010年02月25日発行、ISBN 978-4-12-205278-9）
5. 裂壊（2010年06月25日発行、ISBN 978-4-12-205325-0）
6. 波紋（2011年02月25日発行、ISBN 978-4-12-205435-6）
7. 遮断（2011年10月25日発行、ISBN 978-4-12-205543-8）
8. 牽制（2012年12月20日発行、ISBN 978-4-12-205729-6）
9. 闇夜（2013年03月25日発行、ISBN 978-4-12-205766-1）
10. 献心（2013年06月25日発行、ISBN 978-4-12-205801-9）

## 各巻あらすじ
蝕罪（しょくざい）
翌月に結婚を控えた会社員・赤石透が失踪したと、心配した母親の芳江が透の婚約者・翠と失踪課に相談に訪れる。
事件性の有無を探りながら捜査を始めると、失踪した赤石には就職に失敗し1年間ネットカフェ難民生活をしていた過去があり、さらに今の会社に勤める前の1年間、経歴不明の空白の時期があった。母親も婚約者さえも知らない1年に何があったのか。調べを進めていく内に、インチキ健康食品を売りつけて暴利を貪っていたJHAという会社と赤石の関連が浮かび上がってくる。
- 赤石透 - 失踪した会社員。26歳。派遣会社「TJS（東京ジョブサービス）」勤務。就職に失敗し、大学卒業後1年間、ネットカフェ難民生活を送っていた。さらに経歴に1年間の空白がある。
- 矢沢翠 - 透の婚約者。TJSに勤める同僚。
- 赤石芳江 - 透の母親。長野県在住。
- 赤石美矩 - 透の年の離れた妹。10歳。
- 上池拓司 - 透の大学時代からの友人。銀行員。
- 会田光信 - 透がネットカフェ難民生活をしていた頃の知り合い。ネットカフェの店員だった。現在は司法書士をしている。
- 甲本正則 - 30歳。小さな輸入会社の社員。後頭部を2発撃たれ死亡。
- 福永真人 - 赤石が失踪前に連絡を取っていた男性。

相剋（そうこく）
杉並事件と呼ばれる通り魔事件で有力な目撃情報を提供した人物が行方不明になったという。依頼をしてきたのは捜査一課の管理官だった。筋違いだと依頼を一蹴しようとする高城を尻目に、阿比留は明神と法月に捜査を命じる。
時を同じくして、春休み中の男子中学生が、友人の女の子が失踪したと失踪課を訪れる。通常、家族以外からの捜索願は受理できないが、少女に対する同級生らと家族の証言が食い違い、不審感を抱いた高城は醍醐と共に非公式に捜査を始める。
- 長岡 - 警視庁捜査一課管理官。
- 堀 - 杉並事件で有力な目撃情報を持っているらしい人物。
- 安岡卓美 - 杉並事件の被害者。32歳。
- 川村拓也 - 中学3年生。生活指導が厳しいことで有名な私立中学に通う。希が失踪したと相談に来る。
- 里田希 - 拓也の友人。ずば抜けて優秀だった。友人らは「家出をするような子ではない」と言い、父親は「家出を繰り返していた」と言う。
- 里田直紀 - 希の父親。デジタルプラスワン社長。平日は会社に泊まり込み、ほとんど帰宅しない。
- 里田愛華 - 希の母親。何事も夫に伺いを立てる気弱な性格。
- 塩田龍二 - 指定暴力団「京三連合」の若頭。かつて襲撃され入院していた時に、所轄の刑事課にいた高城と知り合い、気に入ってしまう。杉並事件に関して、高城に「SI」というヒントを与える。
- 黒田博史 - 希が憧れていた1年上の先輩。陸上部のホープ。

邂逅（かいこう）
大学理事長を務める息子が帰って来ないと母親が相談に訪れる。翌日とりあえず捜査を始めるが、依頼してきた母親の態度が一転して非協力的になり、大学関係者も「何も言うことはない」の一点張り。母親は遂には、「これ以上捜さなくていい」と捜索願を取り下げてしまう。
一方、仙台で発見された女性の遺体。それは、失踪課に家族から捜索願が出ていた女子大学職員で、法月が体にむち打つように調べていた事件だった。状況から自殺と判断されるが、後日、捜査二課の管理官がこの事件について聞いてくる。この事件には何か別の側面があるのか、2つの事件に関係はあるのか、法月が必死になる理由とは……。
- 藤井碧 - 港区にある森野女子短大の総務部長。40歳。実家のある仙台で遺体で発見される。
- 鈴原香奈枝 - 碧の妹。既婚者、仙台在住。姉と連絡が取れないと失踪課を訪れる。
- 占部俊光 - 学校法人港学園理事長。40歳。失踪人。いわゆるワンマンだったらしい。
- 占部佳奈子 - 俊光の母親。息子と連絡が付かないと失踪課を訪れる。高慢な話し方をする。
- 嶋田 - 港学園大学総務部長。
- 竹内 - 港学園大学常務理事。筋金入りの警察嫌い。
- 三浦尚志 - 港学園大学法学部教授。
- 三井 - 警視庁捜査二課管理官。藤井碧の件について失踪課に探りを入れる。
- 阪井康之 - 東日新聞のサツ回り。草食系のハンサムな顔立ち。六条と付き合っている?

漂泊（ひょうはく）
醍醐や明神と呑みに行き、久しぶりに気持ち良く酔った帰り道、高城の目の前で明神が爆風で吹き飛ばされる。ビル火災のバックドラフトに巻き込まれたのだ。
鎮火後、火元のスナック「ブルー」から発見された二遺体に他殺の痕跡があることが判明。頭部に撲殺痕があるのは店のマスターだったが、背中に刺し傷のあるもう1人は身元不明。
幸い明神の命に別状はなかったが、傷付いた仲間のため、高城は捜査に乗り出す。遺留品のネックレスから、遺体は捜索願が出ている作家の可能性が出てくるが、直前に不可解な行動を取っていることが判明し……。
- 藤島憲 - 失踪課に捜索願が出ていた人気ミステリー作家。自宅は契約解除され蛻の殻、預金口座や携帯電話など一切が解約されていた。
- 高嶋尚人 - スナック「ブルー」のマスター。撲殺痕があった。
- 高嶋健 - 尚人の弟。
- 饗庭紗江子 - 藤島憲の妹。横須賀在住。
- 井村 - 藤島の担当編集者。鳴沢了と接点がある。
- 花崎光春 - 藤島と親しくしていた作家仲間。主に時代小説を執筆する。
- 村上崇雄 - 藤島の高校時代の同級生。藤島と文学談義に花を咲かせ、最も親しくしていた。
- 井形はな - 北海道警から警視庁へ2年間研修に来ることになり、長野の下につく。バツイチ。

裂壊（れっかい）
半年に一度実施される課長査察の直前に、室長の阿比留が拳銃を所持したまま姿を消してしまう。査察までの限られた時間の中で内密に阿比留を捜索し始めた高城たちは、これまで本人が隠してきた阿比留の私生活に切り込んでいくことになる。
一方、阿比留が姿を消した同日、失踪した女子大生の捜索を恋人が依頼に訪れる。本人の写真、家族、実家といった失踪者に関する情報がない中で法月、醍醐らは捜索を開始する。
- 鈴木美知 - 失踪した女子大生。なぜか恋人にも写真を撮られるのを嫌がり、家族や実家のことも話していなかった。
- 広瀬哲司 - 美知の恋人。失踪課に捜索依頼を届け出る。
- 鈴木孝弘 - 阿比留の夫。山梨県に在住している陶芸家。
- 尾花遼子 - 交通部交通規制課の管理官。阿比留とは同期で、今でも月に一回程度会うほど親しい。阿比留のプライベートを知っている人物。
- 光村弘道 - 刑事部のNO.2である参事官。高城の捜査一課時代の課長。高城にとって気の置けない相手であるが、頭の上がらない人間の一人。
- 井本健太 - 美知の元彼。
- 浜岡浩介 - 連星会構成員。
- 横山英彰 - 連星会構成員。浜岡とは高校の同級生。
- 菊池大介 - 自動車修理工場勤務。高校時代に中川と共に「日本のコロンバイン高校事件」と呼ばれる事件を起こし逮捕された。
- 中川敏行 - 新聞販売店勤務。高校時代に菊池と共に爆破未遂事件を起こし、殺人予備で逮捕された。

波紋（はもん）
自身の家族に関する過去が明るみに出て、捜査一課へ戻る出世の道を絶たれた阿比留は仕事への熱を失い、三方面分室は空中分解状態になった。異動が決まった法月から、5年前に交通事故の現場から姿を消したロボット工学者・野崎健生に関する事件の解決を託された高城は、明神と共に捜査を開始する。5年というこれまでにない長い月日が経過した失踪事件を失踪者の生存という形で解決できれば、高城の娘・綾奈の失踪事件にも一条の光が射すのではないかという思いを抱かせるが、野崎が勤務していた会社で爆破事故が発生し、状況が一変する。
- 野崎健生 - 5年前に事故現場から失踪したロボット工学者。主に、歩行アシストシステムの開発研究を行っていた。
- 野崎詩織 - 健生の妻。港学園大学の米文学の准教授。
- 野崎満佐子 - 健生の母。交通事故で脊椎を損傷し、30年以上車椅子生活を送っている。健生の開発のモチベーションになっていた。
- 野崎武博 - ビートテク社長。
- 野崎清吾 - 武博の兄。大日本技術総研会長。
- 新井啄郎 - 健生の同僚。詩織と共に捜索願を出したビートテク社の社員。
- 住田貴章 - 住田製薬前会長、現相談役。六条の母の従兄弟。醍醐が1年だけ在籍していた球団の当時副代表。
- 日吉徳雄 - 小金井市の老人ホーム「桜園」の住人。ビートテクの歩行アシスト機器で妻が怪我をしたと話す。
- 灰田 - ビートテク社のライバル企業ハイダの社長。
- 篠 - 独立行政法人「高度自立システム研究所」総務部長。
- 畠山省吾 - 科学捜査研究所研究員。文書鑑定の専門家。大学及び大学院では書誌学を専攻し、自宅の蔵書は1万数千冊に及ぶ。自他ともに認める本の虫。

遮断（しゃだん）
失踪課の六条舞の父親で、厚労省審議官の六条恒美が失踪する。事情聴取に訪れた高城たちに対して、舞の母親はどことなく歯切れが悪く、何かを隠しているような態度を見せる。仲間の危機を目の当たりにし、ふさぎ込んでいた阿比留も久しぶりにやる気を見せる。事件性はないように思われたが、身代金を要求する電話がかかってきたことから事態は急変する。一方、刑事経験のない失踪課の新メンバー田口は、同じ頃に発生した、IT企業のインド人技術者の失踪事件を捜査する。
- 長友 - IT企業「NSワールド」総務部長。シンの捜索願を出す。
- ラヴィ・シン - NSワールド勤務。インドのケーララ州出身。27歳。
- 六条恒美 - 舞の父親。厚労省審議官。55歳。昼食を取りに外出した後、職場にも家にも戻らず、捜索願が出される。
- 六条麗子 - 恒美の妻、舞の母親。
- 谷中 - 厚労省人事課の男性職員。
- 田崎竜太 - 都議会議員。民自党支部長。
- 住田貴章 - 住田製薬相談役。麗子の従兄。
- 梅田 - 特殊班を統括する管理官。
- 高井尚人 - インド料理店「アショカ」のウェイター。25歳。
- 石岡卓也 - 広域指定暴力団「校道会」組員。22歳。
- 上堀 - 捜査一課長。
- 鳥飼 - 厚労省職業安定局雇用政策課の課長補佐。45歳。
- 城戸南 - 横浜地検本部係検事。
- 大沢直人 - 検察事務官。

牽制（けんせい）
娘・綾奈の失踪事件と向き合うことを決意した高城は、身元不明の女性の遺体が出る度に確認に行くようになる。
そんな中、拳銃を持った新米巡査と、ドラフト1位の高校球児の失踪が相次ぐ。野球にしか興味がないような真面目な少年には自発的に姿を消す理由が見つからない。将来有望な少年の捜索に、元プロ野球選手の醍醐が執念を燃やす。
- 花井翔太 - 東京栄耀高校3年生。ドラフト1位でパイレーツ入団が決まっている。
- 高木幸一郎 - 拳銃を所持したまま行方不明になった、恵比寿駅前交番の巡査。
- 布施泰治 - 中学時代、翔太とバッテリーを組んでいた。
- 花井信也 - 翔太の父親。信用金庫勤務。
- 花井仁美 - 翔太の母親。
- 平野 - 東京栄耀高校野球部監督。
- 飯田浩太 - 野球部員。翔太のチームメイトでクラスメイト。
- 高井 - 警視庁OB。火事で自宅が全焼する。
- 中西美紀 - 東京栄耀高校野球部の寮の食堂で働く女性。
- 吉田璃子 - 東京栄耀高校野球部マネージャー。
- 高嶋水穂 - 翔太の同級生、ガールフレンド。素行に問題がある。
- 杉山学 - パイレーツのスカウト。小学生の時に高校野球予選で醍醐のプレーを見て、自身も野球を始めた。
- 秋庭香織 - 水穂の中学生時代からの親友。
- 安斉 - 警視庁広報部係長。
- 山尾 - スポーツ紙パイレーツ番記者。
- 牧村 - 生活安全部保安課管理官 警視。

闇夜（あんや）
綾奈の葬儀を終え、高城は再び酒浸りの生活に戻り、仕事も無断欠勤を続けていた。そんな高城を現実に引き戻したのは、綾奈の事件を彷彿とさせる7歳の少女の行方不明事案だった。捜索の甲斐なく少女が遺体で見つかり、捜査権は失踪課から捜査一課へ移るが、娘を失った両親を自分に重ねた高城は必ず犯人を探すことを誓い捜査を始めるが、また少女が行方不明になったとの知らせが入る。
- 菊池真央 - 行方不明になった後、遺体で発見された少女。小学2年生。
- 菊池昭利 - 真央の父親。百貨店勤務。妻・梓は専業主婦。
- 辰巳 - 菊池家からほど近い場所に住む警視庁OB。妻は華道の先生。
- 長池 - 捜査一課特殊班係長。高城と一課で一緒に仕事をしたことがある。
- 馬場 - 捜査一課強行班刑事。
- 中澤 - 捜査一課強行班係長。真弓から根回しされ、高城の捜査を了解する。
- 愛川いずみ - 真央が通っていたピアノ教室の先生。29歳。
- 藤村 - 真央が通っていた水泳教室のコーチ。
- 寺井慎介 - コメンテーター。国際経済学が専門。番組の女性アシスタントへのセクハラが問題となり降板した。
- 牧原 - 世田谷東署の高城と同年輩の刑事。
- 神田 - 世田谷東署の若手の刑事。26歳。
- 和田沙希 - 被害者の少女。小学2年生。
- 和田武敏 - 沙希の父親。娘の事情聴取を拒否していたが、芝田の説得を受け、協力する。
- 井本剛志 - 等々力不動前駐在所 警部補。55歳。妻が沙希を保護する。
- 芝田仁志・悠子夫妻 - 13年前に中学生だった娘がレイプの上殺害され、犯人は責任能力なしで無罪となった経験を持つ。
- 高木幸一郎 - 公園のトイレで拳銃自殺した巡査。
- 高木泰之 - 幸一郎の兄。レストラン勤務。
- 高木優 - 幸一郎と泰之の父親。大手電機メーカーの川崎工場の副工場長。

献心（けんしん）
綾奈の事件で直前に綾奈らしき女の子を見たという目撃者が見つかる。身内であることを理由に捜査を禁じられている高城が当時の様子を聞きに訪れるが、一転して供述が曖昧になる。その変化を不審に思った長野が行動を監視すると、弁護士を通じて捜査に抗議をしてきた。
綾奈の無念を晴らすため、この事件だけは自分で解決しなければと執念を燃やす高城は、わずかな手がかりを元に、連絡の付かない綾奈の当時の同級生を探して、一人秋田を目指す。
- 平岡真之 - 45歳。携帯電話会社の営業部課長。綾奈の事件の参考人。
- 臼井裕 - 綾奈の同級生。山形の大学に進学し、1人暮らしをしている。
- 黒原晋 - 綾奈の同級生。小学2年生になる時に練馬に、4年生になる時に秋田に引っ越した。
- 黒原弥生 - 晋の母親。秋田県出身。父の死を機に両親が経営していた旅館「水鳴荘」を廃業させる。
- 羽村望都子 - 綾奈の担任教諭だった女性。
- 重田尚美 - ホテル「ブルーヒルズ」従業員。以前、「水鳴荘」に勤めていた。
- 三枝 - 岩手県警本部地域課長。
- 清水 - 岩手県警東署地域課長。
- 石田 - 繋温泉ホテル「清風苑」支配人。
- 山口明美 - 「清風苑」従業員。
- 金子華子 - 弥生と同じ団地に住む老女。
- 萩本 - 弥生が住む団地の自治会長。
- 森野裕美子 - 「グループホーム上盛岡」職員。

## 失踪課
5年前、浪人生の都知事の孫（当時19歳）が予備校帰りに行方不明となるが、年齢的に家出か事件か判断が付かなかった。家族の捜索願を受けて捜査に乗り出したものの、すぐに捜査を開始したわけではなかった。間もなく孫の遺体が発見され、結果的に数時間の捜査の遅れが致命傷となった。
マスコミに激しい批判を受け、翌年、刑事部内に失踪人捜査を一手に引き受ける「失踪人捜査課（通称：失踪課）」が発足し、都内の所轄署内に間借りする形で3つの分室が作られた。一方面分室が23区北半分を、三方面分室（渋谷中央署に間借り）が23区南半分を、八方面分室（立川中央署に間借り）が多摩地区を管轄している。主人公らが所属するのは三方面分室である。三方面分室は、場所は外来者が訪れやすいように、渋谷中央署の1階・交通課の横にある。
受付窓口はそれまでと変わらず各所轄署だが、そのまま分室に回されることも少なくない。“失踪人捜査のプロ”ということになっているが、実態としては、「行方不明者の家族に話を聞いた」「必要と判断すれば捜査もする」という対外的なアリバイ作りのための組織であり、一種の苦情処理係のような扱いを受けている。本当に事件に発展すれば、捜査一課等、他の担当部署が捜査に乗り出し、失踪課から仕事を奪っていく。発足から数年で、予算の無駄遣いなどの批判が湧き出し、早くも存在意義が揺らぎ始めている（お荷物部署、窓際部署、刑事部の盲腸、などと揶揄されている）。
仕事は主に、書類の作成、統計調査、苦情処理であり、閑職であると認識されている。
行方不明事案はケースごとに以下のように分類されてデータベース化されている。
- 101 - 無事に発見されたケース
  - 101a - 自発的に戻ったケース
  - 101b - 誰かが探し出したケース
- 102 - 行方不明の時期が長引いているケース
  - 102a - 1カ月以上
  - 102b - 3カ月以上
  - 102c - 半年以上
- 103 - 何らかの形で死体で発見されたケース
  - 103a - 事件
  - 103b - 事故
  - 103c - 自殺
  - 103d - 状況不明
- 110 - その他

## 登場人物
※登場人物の年齢等は第一作時点のもの

### 失踪課三方面分室
高城 賢吾（たかしろ けんご）
失踪人捜査課三方面分室の刑事。45歳。階級は警部、実務面のキャップで、分室のNO.2。多摩東署より異動。バツイチ。
かつては捜査一課に在籍していたが、7年前に一人娘の綾奈（当時7歳）が学校帰りに失踪。何の手がかりも掴めないことから刑事の思考で生存を諦めてしまい、「親だけは最後まで信じるべき」と考える妻との間に溝が出来始める。弁護士だった妻とは別居を経て離婚した。それ以来、酒浸りの生活を送るようになり、問題行動が多くなったため、捜査一課を外され所轄など異動を繰り返していたところを、真弓に「直感力（人曰く“高城の勘”）」を買われて失踪課に異動となった。
ヘビースモーカーで、煙草が吸えないときでも胸ポケットに入れた煙草を触って気分を落ち着かせていることもある。ほぼ毎晩「角」を愛飲しては二日酔いに悩まされ、後悔してはまた同じことを繰り返している。慢性的な頭痛に悩まされており鎮痛剤を常に持ち歩いている。武蔵境在住。好物はきくらげ。疲れている時や考え事をする時、綾奈の幻が現れる。その姿は、失踪した7歳のままの時もあるが、中学生などに成長していることもある。会話のようなものも交わすことができるが、「どこにいるのか」といった居場所を尋ねる質問をすると消えてしまう。
阿比留 真弓（あびる まゆみ）
失踪人捜査課三方面分室室長。48歳。階級は警視。高城の捜査一課時代の同僚。
閑職と思われている失踪課をきちんと機能させ、手柄を上げて再び刑事部本流の捜査一課に返り咲く野心を持っている。高城とは言いたいことは何でも言い合うが、互いに本音は隠している。庁内政治に精を出し、高すぎる上昇指向心を高城は疎ましく思うこともある。
出身大学のロゴが入ったマグカップを愛用している。室長室は課内の一角にガラス張りで設けられており、高城らから「金魚鉢」と呼ばれている。デスクには2つのフォトフレームが置いてあり、1つには2匹の豆柴が、もう1つには12歳くらいの少女が写っている。私生活が謎に包まれていたが、「裂壊」にて結婚後の現在の姓が「鈴木」で、仕事の上では旧姓の「阿比留」を使用していたことが明らかになる。
明神 愛美（みょうじん めぐみ）
失踪人捜査課三方面分室の刑事。27歳。階級は巡査部長。
有能で、金町署刑事課より捜査一課に栄転する予定だったが、全く無関係な若い刑事の拳銃自殺のとばっちりによる玉突き人事で高城と同時期に失踪課へ異動。分室の最年少。勝ち気な性格で口が悪い。失踪課への異動に納得できず、当初は刺々しい態度を取っていたが、仕事をこなしていくうちに少しずつ軟らかくなっていく。静岡県出身。両親は教員で、愛美が警察官であることに未だに反対している。犬が苦手。『闇夜』にて両親が交通事故に遭い、母が即死、父が重体との連絡を受けるも捜査を優先しようとし、高城から叱責される。
法月 大智（のりづき だいち）
失踪人捜査課三方面分室の刑事。56歳、定年まであと数年のベテラン。階級は警部補。
狭心症の発作で倒れたことがあり、周りの配慮で軽い仕事の失踪課に異動となった。表には出せない人脈や情報網を持っており、聞き込みに抜群の能力を発揮し、かつては「捜査一課にこの人あり」と言われた名刑事だった。人の顔色を読むのに長け、嘘もすぐに見破ってしまう。長い刑事生活で広い人脈を培っている。高城や醍醐からは「オヤジさん」と呼ばれる。早くに妻を亡くし、一人娘のはるかを男手一つで育ててきた。山形県生まれ。『波紋』にて渋谷中央署警務課へ異動が決まるが、この決定には体調を心配したはるかが阿比留に相談していたことが大きく働いた。
醍醐 塁（だいご るい）
失踪人捜査課三方面分室の刑事。35歳。階級は巡査部長。
元プロ野球選手で大柄な体格をしている。17年前にドラフト下位で住田製薬が持つプロ野球団に入団したが、肩を痛め、1年で引退した。祖父と父が警察官だったため、この道へ転身した。その特異な経歴のため警視庁内でもちょっとした有名人。高校野球の季節になると、試合のチェックで気もそぞろになる。体育会系らしく、上司・先輩に対して「オス」と返答するのが口癖。刑事としての能力は高い方で、高城からは信頼されており、彼とコンビを組むことも少なくない。お茶でもコーヒーでも非常に濃く淹れる癖がある。コーヒーは粘りを感じさせるほど。
子どもが3人おり、妻が4人目を妊娠中（「漂泊」以降は4人の子持ちとなる）。警視庁内では「1人で少子化に逆らう男」と呼ばれる。子どもの保育園への送り迎えがあるため、大抵朝は始業ギリギリに出勤し、夕方は定時に帰る。子どもは好きだが、家に帰っても託児所のような状態で寛ぐことができず、家に帰りたくないと愚痴を零すこともしばしば。
長兄の吉春（よしはる）は、一時代を築いたプロ野球のピッチャーで、現在はチームのピッチングコーチをしているが、次兄が多額の借金をした時に非協力的だったことから縁が切れている。尚、その次兄は醍醐に借金の件で罵倒された翌日に事故死しており、後に醍醐が深い悩みを抱える要因となっている。
森田 純一（もりた じゅんいち）
失踪人捜査課三方面分室の刑事。29歳。階級は巡査。
愛美が来るまでは最年少でお茶くみ担当だった。いつもおどおどしたような様子で、法月曰わく「“本当に”仕事ができない奴」。六条の荷物持ちのような存在と化している。だが射撃の腕だけは抜群で、『相剋』以降、数回に渡ってその腕前で仲間のピンチを救う。
ドラマ版では原作のような気弱さ・頼りなさは見られず、また、射撃の代わりにパソコンが得意という設定となっており、それを駆使して捜査を行なっている。
六条 舞（ろくじょう まい）
失踪人捜査課三方面分室の刑事。33歳。階級は巡査。
派手な顔立ちの美人で、縦ロールの髪型がより一層派手さを際立たせている。父親は厚労省キャリア、母親は住田製薬の創始者一族の出の「本物の」お嬢様。失踪課では主にデータ入力の仕事を行っている。合コンや習い事のために、毎日必ず定時に帰る。警察官としての使命感を持って仕事をしているわけでもなく、彼女がなぜ警察官になったのか、周囲からは不思議がられている。しかし、運が強いらしく、ふとしたことから事件解決の手掛かりに行き着くことも多い。語尾を引きずるような話し方をする。
『遮断』で父の不祥事に伴い退職する。
ドラマ版ではスペシャル版から登場。
田口 英樹（たぐち としき）
警視庁交通部交通規制課 警部補 → 刑事部失踪課三方面分室刑事（『波紋』〜）。警部補。法月の後任として失踪課へ異動してくる。太った体型をしている。元々交通課だったということもあってか刑事としての能力は低く、さらに自由奔放な性格で全くやる気を見せず、時には職務を放棄してしまうこともある。そのため、高城をはじめ失踪課の人々からは全く信頼されていない。しかしながら六条と同様運が強く、ふとしたことから事件解決の手掛かりに行き着くことも多い。大食漢であり好物はカレー。
小杉 公子（こすぎ きみこ）
失踪人捜査課三方面分室庶務担当。「ふくよか」と形容するには肉付きが良すぎる体型。阿比留と年齢が同じで、課内では最も気さくに話している。

### 失踪課その他・その他分室
石垣 徹（いしがき とおる）
失踪人捜査課課長。48歳。階級は警視正。典型的な事なかれ主義の役人。
失踪課の存在意義に疑問を持っており、問題なく大人しくしていればマイナス評価はされることもないので、無難に課長を勤め上げ、早く異動したいと考えている。失踪課の廃止、または一方面分室と三方面分室を統合するリストラ案を画策している。
井形 貴俊（いがた たかとし）
失踪人捜査課管理官。石垣の右腕だが、高城や真弓からは「腰巾着」と陰口を叩かれている。ほとんど口を開かずに喋るのが癖。
斎木（さいき）
失踪人捜査課八方面分室の刑事。年齢は高城より5歳ほど上。階級は警部で、高城同様に分室のNO.2。
竹永（たけなが）
失踪人捜査課一方面分室のNO.2。警部。42歳。刑事部内の人事交流の一環で、捜査二課から失踪課に異動してきた。
石川（いしかわ）
失踪人捜査課八方面分室のNO.2。高城より2歳年上。『闇夜』の前年に異動。

### 警視庁
長野 威（ながの たけし）
警視庁捜査一課係長、警部。45歳。高城とは警察学校時代の同期。
童顔。身長は高城と変わらないが、体重は10kgほど重く、腹が突き出ている。とにかく事件が好きで、特に刺激的な事件を好み、事件さえあれば他に何もいらないというような暑苦しい男。事件のない時も、まるで事件が起こるのを待ちわびているかのように、定時に帰ることはほとんどない。嵐のように騒がしい男で、喋り出すと止まらない。失踪課の小杉曰わく「あの年であの元気さは馬鹿」。警視庁至上主義者で、他県警を馬鹿にし、他県警との協力が必要な場合でも独断で動こうとする。長野の下にいる刑事たちは皆、長野に心酔しており、一部の人間から「長野軍団」と揶揄される。
荒熊 豪（あらくま ごう）
警視庁組織犯罪対策部組織犯罪対策第四課所属。49歳。階級は警部補。
東日本の暴力団関係の生き字引と呼ばれる。名は体を表すという言葉がぴたりと当てはまる、暴力団員も逃げ出すような容貌をしたがっしりとした体格の豪快な男。あごに走った一本の太い傷とコマンドソールのブーツがトレードマーク。北海道出身。

### その他
高城 綾奈（たかしろ あやな）
7歳の時に失踪した高城の娘。首の左側と右顎に比較的目立つほくろがあり、右肩の上部に3歳の時に負った火傷の痕がうっすらと残っている。高城の前に幻影となって現れる。
末永 充（すえなが みつる）
桜ヶ丘町にある、失踪課メンバー行きつけのラーメン屋「末永亭」の主人。20代前半。毎月1カ月限定の新作の創作メニューを月替わりで発表する。ラーメンを作るのが楽しくてたまらないらしい。お昼時には長い行列ができる人気店。非常に達筆で、店の看板やメニューは直筆。
法月 はるか（のりづき はるか）
法月の一人娘。27歳。すっきりとした顔立ちの長身美人。刑事弁護士。
中学3年生の時に母を亡くして以降、父子家庭で育ったため、父の体を気遣っており、定期検診をサボらないようにしばしば失踪課を訪れる。失踪課のメンバーが父に無理をさせているのではと疑っており、特に法月の上司にあたる高城に対しては厳しい顔を見せる。愛美とは同い年であることから仲が良くなった。駆け出しながら、法曹界では「氷の女王」の異名を取り、冷たく強引な喋り方は高城に別れた妻を思い出させる。高校から大学まで約7年間、空手をやっていた。
伊藤 哲也（いとう てつや）
高城の行きつけの三鷹駅の北口の小料理屋「秀（ひで）」の店主。かつて息子を殺害された過去を持つ、犯罪被害者遺族であり、現在は犯罪被害者の会を主催している。高城の娘が失踪した時期、支えになってくれた。

## テレビドラマ
『警視庁失踪人捜査課』（けいしちょうしっそうにんそうさか）は、2010年4月16日より6月11日まで毎週金曜日21:00 - 21:54に、ABCとテレビ朝日の共同制作により、テレビ朝日系列で放送された。主演は沢村一樹。
主人公・高城賢吾の相棒となる明神愛美役がプロ・アマ問わず公募され、応募総数2,298人（プロ695人、アマ1,603人）の中から森カンナがその座を射止めた。森はゴールデンタイムの連続ドラマのレギュラー、及びヒロイン役は今作が初となる。
TVスポット及びオープニングのナレーションは遠藤憲一。
室長が阿比留からオリジナルキャラクターである三浦真人に変更されていたり、一部のキャラクターが登場しなかったり、森田にパソコンが得意という設定が加わるなど、原作と異なる要素が多い（原作に基づいたエピソードでも設定やストーリー展開がかなり変更されている）。
刑事ドラマとしては珍しく死者がほとんど出ない（全く出ないわけではない）のが特徴。また、音楽の評価が比較的高いにもかかわらず、サウンドトラックも発売されていない。
キャッチコピーは「この国の失踪人、年間84,739人。失踪人の数だけドラマがある」。
2011年12月24日にスペシャル版が放映された。また、公式ホームページは朝日放送制作ドラマ枠が廃枠となっていたことと、テレビ朝日の配信担当枠での放送となったことから、テレビ朝日側で掲載されている。なお、連続ドラマ版と違い、デジタルシネマカメラ「RED ONE」を使用した撮影となっている。

### キャスト

#### 失踪人捜査課三方面分室
- 高城賢吾〈45〉 - 沢村一樹

刑事。娘が失踪した過去を持つ。スペシャル版では、休日のたびに娘を探すために全国を飛び回る。
- 明神愛美〈27〉（刑事） - 森カンナ
- 醍醐塁〈35〉（刑事。元野球選手） - 北村有起哉
- 森田純一〈29〉（刑事） - 黄川田将也
- 小杉公子〈48〉（事務補助） - 高畑淳子（特別出演）
- 三浦真人〈48〉（室長） - 遠藤憲一
- 法月大智〈56〉（刑事） - 小日向文世
- 六条舞（刑事） - 市川由衣（スペシャル版）

#### その他
- 長野威（捜査一課刑事） - 宇梶剛士
- 中野あずさ（TVリポーター） - 江口ともみ（第2・5・8話）

#### ゲスト
太字は捜査対象の失踪人。
第1話 「3秒で消えた男」
- 今岡勝（物理学者、大学教授） - 近藤芳正
- エドガー大友（大友克博、自称超能力者） - 白井晃
- 田代清美 （大友の助手）- 国分佐智子
- ミラクル横井（横井晋作、大友の先輩マジシャン） - 伊藤正之
- 今岡美咲 （今岡の娘）- 佐々木りお
- 涼子（美咲の担任）- 渡部彩
- その他 - 松本大卒（マジック・バー従業員）、吹上タツヒロ、ガンビーノ小林（ハッピーローンの社員）、大塚麻希子、岡田和美、川島鈴遥（子役）

第2話 「消えた息子が堕ちた白い罠!」
- 南田春樹 - 日和佑貴
- 南田義信 - 小木茂光
- 南田美奈子 - 野村真美
- ケン - 福山一樹
- その他 - 山根和馬、若林誠、長尾卓也、辰巳力太、大島守人、えり、澤井里依、斎藤映海（かな・子役）

第3話 「ミステリーの女王に驚愕の秘密」
- 木下薫（饗庭紗江子） - 高橋ひとみ
- 饗庭孝 - 長谷川朝晴
- 井村正樹 - 朝倉伸二
- 花崎光春 - 松田賢二
- 土屋宏美 - 真下有紀
- 宏美の母 - 阪上和子
- 中西達也 - 津村知与支
- 理絵 - 田口理恵
- その他 - 猪狩賢二、太地琴恵、田口理恵、津村知与支、加門良、中嶋晴子、池田武志、森山琉衣、樋渡美紗、菊井真理子、中村直美、服部整治

第4話 「4年消えていた男」
- 宮沢良雄 - 速水もこみち
- 川原美樹 - 遊井亮子
- 宮沢洋子 - 山本みどり
- 立花智也 - 徳山秀典
- 酒井 - 趙珉和
- 春名千歳 - 土井玲奈
- 千歳の母 - 片桐千里
- 萩原順子 - Erina
- ゆかり - 津乃村真子

第5話 「消えた14歳の娘! 秘密の放課後」
- 里田希 - 草刈麻有
- 里田直紀 - 鶴見辰吾
- 里田愛華 - 原久美子
- 堀辰巳 - 袴田吉彦
- 田村 - 坂田聡
- 稲本 - 田口計
- 川村拓也 - 木村遼希
- 山崎 - 石本興司
- その他 - 岡田幸樹、中村直太郎、城戸光晴、若林秀俊、小野明日香、鈴木米香、伊藤夏帆

第6話 「消えた花嫁! 3000万の行方」
- 野口波瑠 - 加賀美早紀
- 名村凪 - 柊瑠美
- 名村公 - 団時朗
- 名村可南子 - 中村久美
- 秦智人 - 加藤虎ノ介
- 秦英恵 - 秋本祐希
- 野口美沙 - 広田レオナ
- 庄司敦史 - 中村倫也
- 木佐貫大輔 - 近江谷太朗
- その他 - 坂井寿美江（シスター）、須永千重（清掃員）、大浜直樹、宮地眞理子、金子太郎、工藤美友里（子役）、平野日向（子役）、土岐瑞葵（子役）

第7話 「消えた少女の真実」
- 遠野果歩 - 黒坂真美
- 奈良橋良介 - 津田寛治
- 坂下静香 - 財前直見
- 奈良橋和子 - 筒井真理子
- 神保社長 - 中西良太
- 坂下寧々 - 本田望結
- その他 - 金澤ゆかり、中村直美、服部整治

第8話 「爆破現場から消えた男!」
- 占部俊光 - 野村宏伸
- 佐田明美 - 黒田福美
- 藤井碧 - 越智静香
- 須藤博之 - 佐戸井けん太
- 浜崎徹 - 窪塚俊介
- 高城綾奈 - 杉本妃音奈
- その他 - 夏川加奈子、飛田晃治、藤田三三三、及川聡

最終話 「最終回! 挙式直前消えた花婿が握る娘失踪の秘密!」
- 赤石徹 - 柏原収史
- 矢沢翠 - 星野真里
- 野村良和 - 河相我聞
- 赤石美矩 - 森迫永依
- 赤石芳江 - 山口美也子
- 福永ユキ - ミツハシサエ
- 林貴久- 服部桂吾
- 田所剛史 - 村上幸平
- 明子 - 山口いづみ
- 高城綾奈 - 杉本妃音奈

スペシャル 「連続失踪事件発生!! 忽然と姿を消した15歳スケーター さらに女子高生&刑事も失踪…引き裂かれた親子の絆と闇に葬られた放火事件の真実!」
- 山寺菜月 - 最上衿菜（フィギュアスケート選手、15歳）
- 山寺紀子 - 伊藤裕子（菜月の母親）
- 三浦未知 - 木村文乃（三浦室長の娘）
- 井深翔子 - 尾畑美依奈（失踪した15歳の少女）
- 井深知宏 - 田山涼成（翔子の父親）
- 井深咲江 - キムラ緑子（翔子の母親）
- 尾花参事官 - 中丸新将
- 中川敏夫 - 大地康雄
- 川野直輝
- 橋本亮
- 渋川清彦
- 桜川博子

### スタッフ
- 原作・原案 - 堂場瞬一 『警視庁失踪課・高城賢吾シリーズ』（中公文庫）
- 脚本 - 渡辺雄介、北澤寛、福島治子、長田敏靖、寒竹ゆり、山岡潤平
- 音楽 - Audio Highs、横山克
- 演出 - 七高剛、田村直己（テレビ朝日）、寒竹ゆり、尾形竜太（FILM）
- 主題歌 - JUJU「Trust In You」（ソニー・ミュージックアソシエイテッドレコーズ）
- 技術協力 - 東通、テイクシステムズ、ブル
- 美術協力 - テレビ朝日クリエイト
- 音響効果 - スポット
- 編集・MA - ザ・チューブ
- プロデューサー - 三輪祐見子（テレビ朝日）、飯田新（ABC）、松野千鶴子（アズバーズ）
- 協力プロデューサー - 指田貴行（アズバーズ）
- 制作協力 - アズバーズ
- 制作 - ABC・テレビ朝日（スペシャル版の場合はテレビ朝日・ABCと順序が逆になる）

### 放送日程
連続ドラマ
- 初回、単回ともに同枠（第2期）最高の視聴率を記録。同枠で初回が15%を上回ったのは第1作目となる『富豪刑事デラックス』以来。

| 各話                                                       | 放送日        | サブタイトル                                  | 原作       | 脚本              | 演出     | 視聴率 |
| ---------------------------------------------------------- | ------------- | --------------------------------------------- | ---------- | ----------------- | -------- | ------ |
| CASE1                                                      | 2010年4月16日 | 3秒で消えた男                                 | オリジナル | 渡辺雄介          | 七高剛   | 16.4%  |
| CASE2                                                      | 4月23日       | 消えた息子が堕ちた白い罠!                     | オリジナル | 北澤寛            | 七高剛   | 11.1%  |
| CASE3                                                      | 4月30日       | ミステリーの女王に驚愕の秘密                  | 漂泊       | 福島治子          | 田村直己 | 09.5%  |
| CASE4                                                      | 5月07日       | 4年消えていた男                               | オリジナル | 長田敏靖          | 七高剛   | 12.2%  |
| CASE5                                                      | 5月14日       | 消えた14歳の娘! 秘密の放課後                  | 相剋       | 北澤寛            | 七高剛   | 12.4%  |
| CASE6                                                      | 5月21日       | 消えた花嫁! 3000万の行方                      | オリジナル | 寒竹ゆり          | 寒竹ゆり | 11.4%  |
| CASE7                                                      | 5月28日       | 消えた少女の真実                              | オリジナル | 渡辺雄介          | 田村直己 | 10.4%  |
| CASE8                                                      | 6月04日       | 爆破現場から消えた男!                         | 邂逅       | 渡辺雄介 山岡潤平 | 尾形竜太 | 09.1%  |
| CASE9                                                      | 6月11日       | 最終回! 挙式直前消えた花婿が握る娘失踪の秘密! | 蝕罪       | 福島治子 渡辺雄介 | 田村直己 | 11.8%  |
| 平均視聴率 11.6%（視聴率は関東地区・ビデオリサーチ社調べ） |               |                                               |            |                   |          |        |

スペシャル
| 放送日         | サブタイトル | 原作 | 脚本     | 演出     | 視聴率 |
| -------------- | --- | ---- | -------- | -------- | ------ |
| 2011年12月24日 | 連続失踪事件発生!! 忽然と姿を消した15歳スケーター さらに女子高生&刑事も失踪… 引き裂かれた親子の絆と闇に葬られた放火事件の真実! | 裂壊 | 渡辺雄介 | 寒竹ゆり | 11.2%  |

### 遅れネット局
- 山陰放送（BSS、TBS系列） - 2010年7月6日から平日帯13:55 - 14:50
- 宮崎放送（MRT、TBS系列） - 2010年5月31日から毎週月曜日15:00 - 15:55
- 富山テレビ（BBT、フジテレビ系列） - 2010年10月3日から毎週日曜日12:30 - 13:25（10月17日は休止）

| 朝日放送・テレビ朝日共同制作・テレビ朝日系列 金曜9時枠の連続ドラマ                  | 朝日放送・テレビ朝日共同制作・テレビ朝日系列 金曜9時枠の連続ドラマ | 朝日放送・テレビ朝日共同制作・テレビ朝日系列 金曜9時枠の連続ドラマ                |
| 前番組                                                                              | 番組名                                                             | 次番組                                                                            |
| ----------------------------------------------------------------------------------- | ------------------------------------------------------------------ | --------------------------------------------------------------------------------- |
| 宿命 1969-2010 -ワンス・アポン・ア・タイム・イン・東京- （2010年1月15日 - 3月12日） | 警視庁失踪人捜査課 （2010年4月16日 - 6月11日）                     | 崖っぷちのエリー 〜この世でいちばん大事な「カネ」の話〜 （2010年7月9日 - 9月3日） |